# Hary Pahaniajła
Hary Piatrowicz Pahaniajła (biał. Гары Пятровіч Паганяйла, ros. Гарри Петрович Погоняйло, Garri Pietrowicz Pogoniajło; ur. 14 października 1943 na stacji Plisieckaja w obwodzie archangielskim) – białoruski prawnik, w latach 1991–1993 prezes Związku Adwokatów Białorusi, od 1998 roku Zastępca przewodniczącego Białoruskiego Komitetu Helsińskiego.

## Życiorys
Urodził się 14 października 1943 roku na stacji Plisieckaja, w obwodzie archangielskim Rosyjskiej FSRR, ZSRR. W 1969 roku ukończył studia na Wydziale Prawa Białoruskiego Uniwersytetu Państwowego.
W latach 1961–1962 pracował jako tokarz w Państwowej Fabryce Łożysk Tocznych Nr 11 w Mińsku. W latach 1970–1971 był zarządzającym konsultacją prawną rejonu kościukowickiego obwodu mohylewskiego. W 1971 roku został wybrany na sędziego ludowego rejonu bychowskiego. Od 1976 roku wykonywał różne obowiązki w Centralnym Aparacie Ministerstwa Sprawiedliwości Białoruskiej SRR, był specjalistą Zarządu Organów Sądowych, zastępcą naczelnika Wydziału Pracy Prawnej w Gospodarce Ludowej. Od 1978 roku pełnił funkcję naczelnika Wydziału Adwokatury Ministerstwa Sprawiedliwości. W latach 1989–1998 pracował jako kierownik poradni prawnej rejonu sowieckiego Mińska. W lipcu 1998 roku został pozbawiony białoruskiej licencji na prawo zajmowania się działalnością adwokacką. W listopadzie 1998 roku został członkiem Międzyterytorialnego Kolegium Adwokatów Gildii Rosyjskich Adwokatów w Moskwie.
Był inspiratorem założenia Związku Adwokatów Białorusi i, w latach 1991–1993, jego pierwszym prezesem. Brał udział w opracowaniu szeregu aktów prawnych, w szczególności Konstytucji Republiki Białorusi z 1994 roku i Prawa o adwokaturze Republiki Białorusi. Jako adwokat i obrońca praw człowieka uczestniczył w wielu głośnych sprawach sądowych, m.in. poety Sławamira Adamowicza, dziennikarzy ORT Pawła Szeremieta i Dzmitryja Zawadskiego, byłej przewodniczącej Narodowego Banku Republiki Białorusi Tamary Winnikawej, byłego premiera Michaiła Czyhira, przewodniczącego ZAO „Zasswiet” Wasila Starawojtaua, deputowanego Rady Najwyższej XIII kadencji Andreja Klimaua i innych. Od listopada 1998 roku pełni funkcję zastępcy przewodniczącego Białoruskiego Komitetu Helsińskiego, wchodzi w skład Rady BKH. Od 2003 roku jest ekspertem ROO „Biełorusskij Chielskinskij komitiet”.

## Życie prywatne
Hary Pahaniajła jest prawosławny. Ma syna i córkę.

## Prace
- Nauczno-prakticzeskij kommientarij k Położeniju o towariszczeskich sudach. Mińsk: 1980. (ros.). Brak numerów stron w książce
- Otwietstwiennost′ niesowierszennoletnich. Mińsk: 1982. (ros.). Brak numerów stron w książce
- Nastolnaja kniga narodnogo zasiedatela. Mińsk: 1984. (ros.). Brak numerów stron w książce

Hary Pahaniajła jest także autorem licznych artykułów w białoruskiej prasie na temat obowiązującego prawodawstwa i konkretnych kolizji prawnych.